# Inertie démographique
L'inertie démographique désigne le décalage entre la baisse de la natalité et la diminution de la population. Lorsqu'au sein d'une population, la natalité était forte avant de diminuer, il y a beaucoup d’adultes en âge d’être parents par rapport au nombre de personnes âgées. Le nombre de naissances reste donc important malgré la baisse de la natalité. La mortalité étant faible, la population continue d'augmenter un certain nombre d'années avant de baisser. 